# Pyramide de Shimizu
Pour les articles homonymes, voir Shimizu.
La pyramide de Shimizu est un projet de mégapole (arcologie) proposé  par la société japonaise Shimizu Corporation.
Cette structure pyramidale creuse est constituée de 55 pyramides tubulaires ayant chacune la taille de celle de Khéops ou de Las Vegas. Sa base repose sur 36 piliers solidement enfoncés dans les soubassements de la baie de Tokyo au Japon. La pyramide représente une superficie de 88 km2.
La Pyramide de Shimizu est subdivisée en huit étages de 250 m de hauteur chacun, atteignant au total plus de 2004 mètres de hauteur, soit quatorze fois la hauteur de la pyramide de Khéops. L'édifice pourrait accueillir 750 000 habitants répartis dans plusieurs dizaines de buildings de trente étages chacun suspendus à la structure.
Encore en phase d'étude, si elle venait à être construite, cette pyramide deviendrait la plus grande structure humaine jamais édifiée.

## Problèmes à résoudre
Dès que le projet fut imaginé, il parut évident que si elle était fabriquée en béton et en acier, cette pyramide s'écroulerait sous son propre poids. En effet, un building de grande taille pèse déjà quelques centaines de milliers de tonnes.
Si la pyramide de Shimizu était fabriquée en béton et en acier, elle pèserait 200 fois plus et ne pourrait se maintenir sous son propre poids ni sur ses fondations, aussi massives soient elles.
Les ingénieurs ont donc imaginé d'utiliser une matière beaucoup plus légère tout en étant beaucoup plus résistante : les nanotubes de carbone. La structure serait ainsi 100 fois plus légère.
Parmi les problèmes techniques à résoudre citons :
- la résistance de la pyramide aux tremblements de terre et aux tsunamis (les simulations le confirment),

- sa résistance au vent (résolu grâce à la structure évidée)

- la fabrication de la structure en nanotube (par des robots et sur le site),

- l'élévation des structures pyramidales (par ex. grâce à des ballons gonflables),

- la production d'énergie (grâce par ex. à des algues vertes et la force des vagues),

- le déplacement des habitants (sur des escalators plats, des ascenseurs verticaux ou inclinés, des transports en commun ou individuels sans pilote).

Ses avantages seront un gain d'espace sur la ville, un prix d'achat très abordable compte tenu du prix du mètre carré au Japon, son autonomie (une ville dans la ville), la production d'oxygène et une amélioration de la qualité de l'air de Tokyo.
La pyramide de Shimizu pourrait voir le jour vers 2100.